# Dendrochernes mormosus
Dendrochernes mormosus es una especie de arácnido  del orden Pseudoscorpionida de la familia Chernetidae.

## Distribución geográfica
Se encuentra en Míchigan y Florida (Estados Unidos).